# Larifuga rugosus
Larifuga rugosus is een hooiwagen uit de familie Triaenonychidae. De originele naamcombinatie (protoniem) was Phalangium rugosum Guérin-Méneville 1844. De soortnaam is bijgewerkt naar de latere formatie Larifuga rugosa (Guérin-Méneville, 1837), zoals overgenomen in verschillende publicaties, bijv. Staręga 1992. Omdat het geslacht echter een mannelijk zelfstandig naamwoord is, werd het achtervoegsel van de soortnaam vervolgens gewijzigd om overeen te komen met het mannelijke geslacht, per Kury & Mendes 2020. Na 2023 de geldige combinatie is Larifuga rugosus (Guérin-Méneville, 1837).